# Koniuszki (gmina)
Koniuszki – dawna gmina wiejska w powiecie rohatyńskim województwa stanisławowskiego II Rzeczypospolitej. Siedzibą gminy były Koniuszki.
Gminę utworzono 1 sierpnia 1934 r. w ramach reformy na podstawie ustawy scaleniowej z dotychczasowych gmin wiejskich: Babuchów (część), Czahrów (część), Jawcze (część), Junaszków, Koniuszki, Kunicze, Łuczyńce, Nastaszczyn i Obelnica.
Po II wojnie światowej obszar gminy znalazł się w ZSRR.